# Deelemania malawiensis
Deelemania malawiensis là một loài nhện trong họ Linyphiidae.
Loài này thuộc chi Deelemania. Deelemania malawiensis được Rudy Jocqué & Anthony Russell-Smith miêu tả năm 1984.